# Doodstraf in Jemen
De doodstraf is de zwaarste straf die in Jemen kan worden opgelegd. Amnesty International heeft voor het jaar in 2008 in totaal 13 bevestigde executies geregistreerd, maar het werkelijke aantal uitgevoerde doodstraffen ligt mogelijk hoger. De doodstraf wordt voltrokken door middel van een vuurwapen, waarbij de veroordeelde op de grond moet gaan liggen waarna hij met een automatisch wapen in de rug, nek of hoofd wordt geschoten. Er zijn echter ook berichten dat veroordeelden zijn gestenigd of onthoofd. 
De doodstraf kan in Jemen worden opgelegd voor een aantal misdrijven, waaronder moord, ontvoering, ontucht en afvalligheid van de islam. De wet in Jemen verbiedt de doodstraf voor minderjarigen, desondanks wordt de doodstraf soms toch aan minderjarigen opgelegd. Net als in andere landen die de islamitische wetgeving sharia kennen, is het in een aantal gevallen mogelijk dat een slachtoffer of in geval van moord diens familie als alternatief voor uitvoering van een doodvonnis een schadevergoeding betaald krijgt.